# クリスマス・カンパニー
『クリスマス・カンパニー』（Santa et Cie）は2017年のフランス・ベルギーのファンタジー・コメディ映画。
監督・脚本・主演はアラン・シャバ、その他の出演はピオ・マルマイとゴルシフテ・ファラハニなど。
プレゼントを置くだけで人間界のことを全く知らないサンタクロースが現代のパリで巻き起こす騒動を描いている。
日本では劇場未公開でDVDスルーされた。

## ストーリー
クリスマスを4日後に控え、サンタクロースとエルフたちは慌ただしく人間の子供たちへのプレゼントの準備を進めていたが、その最中に9万2千人のエルフたちが突然一斉に倒れてしまう。彼らの治療に必要なビタミンCを手に入れるため、人間嫌いのサンタはしぶしぶ人間界に行くことになる。ところが嵐に巻き込まれ、空飛ぶソリはパリに不時着し、サンタは不審者として逮捕されてしまう。彼の弁護を担当することになったトマは、当然ながらただのおかしな老人と思っていたのだが、空飛ぶソリを妻や子供たちと目撃したことで、彼が本当にサンタクロースであると知る。こうしてトマの一家はサンタを手伝って大量のビタミンCを手に入れるために奔走することになるが、人間界のことを全く知らず、自己中心的なサンタは数々のトラブルを起こし、トマと妻アメリーを困らせ続ける。一方、サンタの存在を知ったトマの弟でマジシャンのジェイは、サンタが持っている何でも入るカゴをだまって持ち出し、自らのマジックショーに利用する。ジェイは観客の少女をカゴに入れて消す「マジック」を披露するが、少女をカゴから出せなくなってしまい、仕方なくカゴを持って会場を逃げ出したことから、誘拐犯として追われることになる。一方、カゴを失ったサンタは一段と人間不信となり、自らの仕事に嫌気がさして仕事を放棄しようとする。そして再び警察に逮捕されてしまったサンタは、魔法の力を失っていることに気づく。そこに駆けつけたトマとジェイの協力の下、サンタはカゴの中に隠れることで脱出するが、ジェイともども警察に追われる身となる。自暴自棄になったサンタはカゴから出ようとしなかったが、カゴの中で少女と出会ったことで少女とともにカゴから出ると、警察を含む衆人が見守る中、トマとその家族を連れて空飛ぶソリに乗って家に帰る。
家にたどり着いたサンタはカゴの中に入れたはずのビタミンCがないことを知って愕然とする。絶望して諦めきったサンタに対し、妻ワンダはトマの子供たちがプレゼントの代わりにエルフたちを助けてくれと送ってくれていたビタミンCでエルフの1人を治療したことで、他の全てのエルフも治ったことを告げる。こうして、無事にクリスマスプレゼントは世界中の子供たちに届けられることになり、サンタも自らの仕事に対するやる気を取り戻す。

## キャスト
括弧内は日本語吹替
- サンタクロース: アラン・シャバ（多田野曜平） - 基本的に全ての人間の本名と子供時代を記憶。
- ワンダ（英語版）: オドレイ・トトゥ（うえだ星子） - サンタクロースの妻。人間界に興味津々。
- トマ: ピオ・マルマイ（森宮隆） - 弁護士。
- アメリー: ゴルシフテ・ファラハニ（清水はる香） - トマの妻。
- マエル: タラ・ルーガシー - トマとアメリーの娘。マティスの双子の姉。
- マティス: シモン・アウィゼラテ - トマとアメリーの息子。マエルの双子の弟。
- エルフ（男）: ブリュノ・サンシェ（フランス語版）
- エルフ（女）: ルイーズ・シャバ
- オリヴィエ・ル・ゲネク警部補: ダヴィ・マルセ（フランス語版） - サンタクロースを尋問する刑事。温厚。
- ステファン・ベルトーリ警視: グレゴワール・リュディグ（フランス語版） - オリヴィエの相棒刑事。強面。
- ジェイ: ジョハン・ディオネ（フランス語版） - トマの弟。マジシャン。トラブルメーカー。

## 作品の評価
アロシネによれば、フランスのメディアによる評価は平均して5点満点中3.6点である。